# Reinhold Draber
Otto Gustav Reinhold Draber (* 31. Mai 1888 in Brandenburg an der Havel, Deutsches Reich; † 3. November 1947 im Speziallager Sachsenhausen, Ostzone) war ein deutscher Fotograf und Standfotograf beim Stumm- und frühen Tonfilm.

## Leben und Wirken
Draber erlernte sein Handwerk zwischen 1903 und 1906 in seiner Heimatstadt Brandenburg. Von 1906 bis 1911 arbeitete er als Porträtfotograf, vom 1. April 1911 bis zum Kriegsausbruch 1914 war er in Diensten der Deutschen Bioskop-Vitaskop. Im Ersten Weltkrieg wurde Draber als Flieger an der Front eingesetzt und war zuletzt (1918) Leiter der Bildabteilung (Luftfilmkommando im Westen). 1919 ging er zu der Fotofirma Geyer-Werke.
1924 begann Draber regelmäßig als Standfotograf beim Film zu arbeiten und fotografierte zu Beginn mehrmals Henny Porten. Dieser Tätigkeit kam er bis 1942 nach. Anschließend (1942/43) ließ man ihn bei einem Kinofilm auch einmalig als Kameramann arbeiten. Es sollte seine letzte filmische Tätigkeit bleiben. 1945 geriet er in die Hände der Roten Armee und wurde im sowjetischen Speziallager Sachsenhausen interniert, wo er 1947 unter den katastrophalen Haftbedingungen verstarb.

## Filmografie
als Standfotograf, wenn nicht anders angegeben
- 1924: Prater
- 1924: Das goldene Kalb
- 1925: Ein Sommernachtstraum
- 1925: Der Farmer aus Texas
- 1925: Sündenbabel
- 1925: Die Wildente
- 1931: Dienst ist Dienst
- 1931: Keine Feier ohne Meyer
- 1932: Annemarie, die Braut der Kompanie
- 1933: Die kalte Mamsell
- 1933: Die Unschuld vom Lande
- 1934: La Paloma
- 1934: Die beiden Seehunde
- 1935: Der junge Graf
- 1936: Der Jäger von Fall
- 1937: Meiseken
- 1937: Gewitter im Mai
- 1939: Die kluge Schwiegermutter
- 1939: Renate im Quartett
- 1939: Waldrausch
- 1940: Herzensfreude – Herzensleid
- 1940: Alarm
- 1941: Ohm Krüger
- 1941: Wetterleuchten um Barbara
- 1943: Reisebekanntschaft (als Chefkameramann)